# Orestasio
Orestasio (en griego, Ὀρεσθάσιον) es el nombre de una antigua ciudad griega de Arcadia.
Según la mitología griega, fue fundada por Oresteo, uno de los hijos de Licaón, pero luego la ciudad paso a llamarse Oresteo por Orestes, hijo de Agamenón. Tucídides llama a su territorio Oréstide.
Pausanias dice que fue una de las poblaciones pertenecientes al territorio de Ménalo que se unieron para poblar Megalópolis en el año 371 a. C.
Una tradición decía que, cuando los lacedemonios tomaron Figalia, el año 659 a. C., los habitantes de Figalia que habían sido desterrados consultaron el Oráculo de Delfos y la respuesta fue que no conseguirían volver a no ser que fueran acompañados por cien soldados de Orestasio que además morirían en la batalla. Todos los de Orestasio, cuando supieron la respuesta, se ofrecieron para ser los escogidos para formar parte de la expedición. Finalmente, se cumplió el oráculo puesto que murieron en la batalla pero consiguieron expulsar a los lacedemonios de Figalia y así los desterrados pudieron regresar a sus hogares. En el ágora de Figalia había un sepulcro común de todos los escogidos de Orestasio, en cuyo honor se rendían sacrificios todos los años. En época de Pausanias, quedaban ruinas de Orestasio a la derecha del camino entre Hemonias y Asea entre las cuales se encontraban unas columnas de un santuario de Artemisa Hierea. De Orestasio era un campeón olímpico del pugilato infantil llamado Telón.
Se ha sugerido que debió estar ubicada cerca de la población actual de Anemodouri.